# L'Estanc (Poboleda)
L'Estanc és una obra de Poboleda (Priorat) inclosa a l'Inventari del Patrimoni Arquitectònic de Catalunya.

## Descripció
Edifici de planta baixa, pis i golfes, bastit de paredat i cobert amb teulada a dues vessants. Sobre la façana s'obren dues portes, una d'elles adovellada però reformada i molt malmesa; a la clau de l'arc hi figura un escut mig esborrat i la data de 1708. L'altra porta és moderna. Al primer pis hi ha dos balcons no sortits, amb barana de fusta i a les golfes s'obren dues finestrelles.

## Història
La data de 1708 que figura a la clau fa palès que es tracta de l'edifici datat més antic de la població.